# Generation X (Marvel)
Generation X was een fictief superheldenteam uit een gelijknamige stripserie van Marvel Comics. In de jaren 90 van de 20e eeuw was het een junior team van de X-Men. Het team werd bedacht door schrijver Scott Lobdell en tekenaar Chris Bachalo. Het team debuteerde Uncanny X-Men #318, en kreeg al snel zijn eigen stripserie.
Het Generation X team bestond uit tienermutanten. Het team was bedacht om het cynisme en de complexiteit van de demografie met dezelfde naam weer te geven. In tegenstelling tot het vorige junior mutantenteam, de New Mutants, werd Generation X niet geleid door Charles Xavier, maar door Banshee en de voormalige superschurk Emma Frost.
Generation X was een van de best lopende X-series in zijn beginjaren, maar de kwaliteit en verkoopcijfers gingen achteruit toen de originele bedenkers ermee ophielden in 1997. In 2001 werd de serie stopgezet.

## Het team
Een superheldenteam bestaande uit tienermutanten was op zich niets nieuws in 1994. De originele X-Men waren in de jaren 60 ook tieners, en van 1983 t/m 1991 was er een team genaamd New Mutants dat uit tienermutanten bestond.
In tegenstelling tot de X-Men en de New Mutants, zat Generation X niet op Xaviers school voor mutanten in New York, en kreeg ook geen les van Professor X zelf. In plaats daarvan zaten ze op de Massachusetts Academy in Boston, en kregen les van de Ierse X-Men Banshee, en de voormalige superschurk Emma Frost.
Daarnaast vermeden de bedenkers van Generation X de trend die in andere strips en X-boeken voorkwam. Zo braken ze de traditie om elk X-team een Wolverine karakter (rebelse enkeling), een Cyclops karakter (sterke leider), een Colossus karakter (zachtaardige supersterke man), etc. te laten hebben. Ze vermeden ook de kritiek die vorige X-boeken vaak kregen, zoals dat de karakters stereotypen waren. In plaats daarvan ontwierpen ze personages die juist precies het tegenovergestelde waren van wat je zou verwachten.
Generation X bestond uit:
- Husk (Paige Guthrie), die haar huid kon afwerpen, en elke keer een andere substantie toonde. Ze was de jongere zus van Cannonball.
- Skin (Angelo Espinosa), een voormalige gangster die zes voet extra huid had. Hij kon zijn lichaam uitrekken. Maar gezien de grijze huid en de hoofdpijn die zijn mutatie hem bracht, zag hij zijn mutatie meer als een vloek.
- M (Monet St. Croix), een "perfecte" jonge vrouw geboren in een rijke familie uit Monaco, die kon vliegen, over bovenmenselijke kracht beschikte en telepathische krachten had. Haar arrogante houding was vaak een bron van ergernis voor haar teamgenoten.
- Jubilee (Jubilation Lee), een Chinees-Amerikaanse mutant die explosieve energie kon produceren. Ze was ook al een junior lid van de X-Men.
- Chamber (Jonothon Starsmore), een Britse mutant die een grote energiestraal kon produceren uit zijn borstkas. Toen zijn krachten zich voor het eerst ontwikkelden, vernietigden ze de onderkant van zijn gezicht. Daardoor kan hij nu enkel communiceren via zijn beperkte telepathische krachten, en hoeft niet te eten, drinken of ademen. Hierdoor is hij vaak verbitterd.
- Synch (Everett Thomas), een Afro-Amerikaanse tiener, die de krachten van andere mutanten/supermensen in zijn directe omgeving kon kopiëren.
- Penance, een stille, kinderachtige en mysterieuze mutant met een diamantharde rode huid en vlijmscherpe klauwen. Ze verscheen op een dag op de Massachusetts Academy, en er is niet veel over haar bekend. Oorspronkelijk was het idee van de schrijvers om haar uit Joegoslavië te laten komen, maar dit werd door een later team van schrijvers veranderd.
- Mondo, een mutant die de textuur van elk voorwerp dat hij aanraakte kon overnemen. Hij leek om te komen in Generation X #25 (1997), maar dit bleek een kloon van hem te zijn. De echte Mondo dook twee jaar later op.

## De serie
Veel leden van Generation X debuteerden gedurende de "Phalanx Covenant" saga, een crossover die alle X-Men gerelateerde striptitels besloeg in de zomer van 1994. In september dat jaar werd, Generation X #1 gepubliceerd, waarin het team officieel werd samengesteld op Xaviers Massachusetts Academy. Deze strip introduceerde ook hun aartsvijand, Emplate, een vampierachtige mutant die van beenmerg leefde. Terwijl de serie voortliep, waren fans en critici vooral te spreken over Bachalo’s complexe tekenwerk en Lobdells realistische tiener karakters. De serie werd al snel een van de populairste X-boeken.
Lobdell en Bachalo stopten met de serie in 1997, waarna schrijver Larry Hama en tekenaar Terry Dodson het overnamen, en de lang lopende mysteries achter M, Penance en Emplate mochten onthullen. Hama onthulde dat M in werkelijkheid een amalgamatie van Monet St. Croixs twee jongere zussen was, die konden fuseren dankzij hun mutatiekrachten. Empalte was hun broer die, na te zijn gevangen op het astrale niveau door experimenten met zwarte magie, nu beenmerg nodig had om te ontsnappen. Dit alles werd onthuld in Generation X #35-40 (1997-1998). Deze verklaringen en strips waren voor veel fans een teleurstelling.
De saga eindigde toen de echte Monet St. Croix de rol van M op zich nam, maar de reactie van de fans werd er niet beter op en de verkoopcijfers gingen omlaag. Hama’s opvolger, Jay Faerber, probeerde de titel nieuw leven in te blazen door een gewone menselijke student op de academie te laten komen, en Emma’s zus Adrienne Frost tot hoofddirecteur te maken in Generation X #50 (1999).
In 2000 wers schrijver Warren Ellis, bekend voor zijn duistere, sarcastische schrijfstijl, erbij gehaald om Generation X te “redden” als onderdeel van een actie om meerdere X-strips terug te brengen. Samen met Brian Wood begon hij aan een nieuwe serie Generation X verhalen, en de reacties waren positief. Echter, begin 2001 stopte Marvel hoofdredacteur Joe Quesada Generation X, omdat er al zoveel mutant superheldenstrips waren. Bovendien wilde X-Men schrijver Grant Morrison een nieuwe cast van tiener mutanten voor zijn strips. In Generation X #75 ging het team uit elkaar, en werd de Massachusetts Academy gesloten.

## Na de serie
Sinds het einde van Generation X hebben Chamber en Husk beid een tijdje bij de X-Men gezeten, terwijl M, Jubilee en Skin verschenen in de Uncanny X-Men serie. Skin werd echter gedood in 2003.
Chamer kreeg zijn eigen vierdelige miniserie, geschreven door Brian K. Vaughan. Jubilee kreeg ook haar eigen serie, maar die liep slechts zes delen. Chambers gezicht werd hersteld door Weapon X, op voorwaarde dat hij zich bij hen zou voegen. Hij verdween samen met de rest van Weapon X toen ze Logan wilden vertellen over “Neverland”.
Een miniserie getiteld Generation M debuteerde in november 2005, en focuste op de gebeurtenissen na House of M. In het eerste deel verscheen Chamber opnieuw, zonder zijn krachten.
M is momenteel lid van X-Factor Investigations. Jubilee, die ook haar krachten kwijt is, dook nog een paar maal op in de serie Wolverine: Origins. Volgens Marvel hoofdredacteur Joe Quesada ziet haar toekomst er zonnig uit.

## De TV film
In februari 1996, zond Fox Network de televisiefilm Generation X uit. Deze film was een productie van Marvel Entertainment. In de film zijn Banshee en Emma Frost hoofddirecteuren op Xaviers school. De studenten zijn o.a. Skin, Mondo, Jubillee, en twee nieuwelingen: Buff en Refrax. Chamber en Husk kwamen in de film niet voor, omdat het budget te klein was voor de special effects die nodig zouden zijn voor hun superkrachten. De film werd negatief ontvangen. Hierdoor werd de geplande Generation X televisieserie afgeblazen.